# Controllo diretto
Il controllo diretto è quella condizione in cui un potere imperialistico o il governo centrale di una nazione assume il controllo diretto sull’organo legislativo, sull'esecutivo e sull'amministrazione civile di un territorio altrimenti in gran parte autonomo.

## Esempi

### Cecenia
Nel 1991, la Cecenia ha dichiarato l'indipendenza dalla neo-nata Federazione Russa sotto il nome di “Repubblica cecena di Ichkeria”. Le forze dell'esercito russo hanno, di conseguenza, invaso nel 1994 e di nuovo nel 1999 la regione in risposta alla Guerra del Daghestan scoppiata in quegli anni e facente parte di un più grande desiderio indipendentista delle regioni caucasiche. All'inizio del 2000, la Russia distrusse quasi completamente Grozny e mise la Cecenia sotto il controllo diretto di Mosca. Il governo russo ha quindi dichiarato la fine del conflitto nel 2002 ma le operazioni militari sono proseguite fino al 2009.

### India
Sotto il Raj Britannico, l'India è stata un membro fondatore della Società delle Nazioni, partecipante delle Olimpiadi estive del 1900, 1920, 1928, 1932 e 1936 e membro fondatore delle Nazioni Unite a San Francisco nel 1945.
Questo sistema di governo fu istituito il 28 giugno 1858, quando, dopo la ribellione indiana del 1857, il governo della Compagnia britannica delle Indie Orientali fu trasferito alla Corona Britannica nella persona della Regina Vittoria (che, nel 1876, fu proclamata Imperatrice dell'India). Tale governo durò fino al 1947, quando il Subcontinente indiano è stato suddiviso in due “Dominion”: il “Dominion dell'India” (poi divenuto la Repubblica dell'India) e il “Dominion del Pakistan” (in seguito divenuto la Repubblica islamica del Pakistan, la parte orientale di cui, ancora in seguito, divenne la Repubblica Popolare del Bangladesh). All'inizio del Raj nel 1858, la Bassa Birmania faceva già parte dell'India britannica; l’Alta Birmania fu aggiunta nel 1886 e l'unione risultante, la Birmania, fu amministrata come provincia autonoma fino al 1937, quando divenne una colonia britannica separata, ottenendo la propria indipendenza nel 1948.

#### Governo presidenziale
Nella Repubblica dell'India, il "governo presidenziale" si riferisce all'imposizione dell'Articolo 356 della Costituzione indiana a uno stato il cui organo costituzionale è fallito. Nel caso in cui un governo statale, infatti, non sia in grado di funzionare, la Costituzione prevede che lo stato passi sotto il controllo diretto del governo centrale o,  in altre parole, "sotto il governo del presidente". In seguito, l'autorità esecutiva viene trasferita ed esercitata attraverso un governatore nominato dal governo centrale, il quale ha l'autorità di nominare dipendenti pubblici in pensione o altri amministratori per assisterlo.
Quando un governo statale funziona correttamente, è gestito da un Consiglio dei ministri eletto responsabile dinanzi all'assemblea legislativa dello stato (denominata “Vidhan Sabha”). Il Consiglio è guidato dal Primo Ministro dello Stato, che è di fatto  il capo dell'esecutivo dello Stato; il governatore è solo un capo costituzionale de jure. Tuttavia, durante il governo del Presidente, il Consiglio dei ministri viene sciolto, lasciando vacante la carica di Primo Ministro dello Stato. Inoltre, il Vidhan Sabha è prorogato o sciolto, rendendo necessaria una nuova elezione.
Allo stesso modo, nell’ex-stato di Jammu e Kashmir, il fallimento della funzione governativa si traduceva in un "governo del governatore", con l’invocazione della “Sezione 92” della Costituzione statale del Jammu e Kashmir. Il governatore dello stato emetteva il proclama, dopo aver ottenuto il consenso del Presidente dell'India. Se non fosse stato possibile revocare il governo del governatore entro sei mesi dall'imposizione, veniva imposto “il governo del presidente” ai sensi dell'articolo 356 della Costituzione indiana. C'è poca differenza pratica tra le due disposizioni.
A seguito della sua storica sentenza nel caso “S. R. Bommai v. Union of India” del 1994, la Corte Suprema dell'India ha limitato le imposizioni arbitrarie del governo del presidente.
Chhattisgarh e Telangana sono gli unici stati in cui il “governo del presidente” deve ancora essere imposto. Tuttavia, Telangana faceva parte dell'Andhra Pradesh, che una volta fu sotto il governo del presidente.

### Indocina
L'amministrazione francese in Indocina iniziò il 5 giugno 1862. Dopo la sconfitta dei Vietnamiti, il Trattato di Saigon cedette alla Cocincina tre province orientali. Più tardi, i francesi costrinsero l'imperatore Tự Đức a porre la Cambogia sotto la protezione francese. Il 18 giugno 1867, i francesi si impadronirono del resto della Cocincina e conquistarono il delta del fiume Mekong e poi Hanoi. Nel 1897 la Francia controllava tutta l'Indocina.
Ufficialmente, ciascuna delle province – Cambogia, Laos, Annam, Tonkin, Cocincina e Kouang-Tchéou-Wan – aveva diversi status legali. In pratica, tuttavia, tutti erano governati direttamente. I francesi adottarono una politica di assimilazione piuttosto che di associazione. La Dichiarazione dei diritti dell'uomo si basava sul principio di “Liberté, Egalité e Fraternité” per tutti i sudditi e i cittadini della Francia, e le colonie non potevano essere un'eccezione. La lingua francese doveva essere la lingua dell'amministrazione e l'intera Indocina fu "francesizzata". Il Codice Napoleonico fu introdotto nel 1879 nelle cinque province, spazzando via il confucianesimo che da secoli esisteva in Indocina.

### Spagna
Nel 2017, il Parlamento della Catalogna ha dichiarato unilateralmente l'indipendenza dalla Spagna nel mezzo di una crisi costituzionale in seguito al risultato del referendum sull'indipendenza. Il Senato spagnolo ha, perciò, attivato l'Articolo 155 della Costituzione spagnola, e il Presidente del Governo, Mariano Rajoy, ha di conseguenza destituito il “Consiglio Esecutivo della Catalogna”, il governo autonomico, e sciolto il Parlamento della Catalogna. Precedentemente, un tentativo di imposizione del controllo diretto fu avviato nel febbraio del 1989 contro le Canarie che, nonostante l'entrata della Spagna nella Comunità economica europea, non modificarono una legge sui dazi. Ciò non avvenne in quanto l'arcipelago si adeguò al regolamento così da poter far parte anch'esso della CEE.

### Regno Unito
Il Parlamento del Regno Unito ha conferito poteri legislativi in alcune competenze al Parlamento scozzese, al Senedd (Parlamento Gallese) all’Assemblea dell'Irlanda del Nord e all’Assemblea di Londra e ai loro organi esecutivi associati. Questa devoluzione può essere sospesa e sostituita da un governo diretto del governo del Regno Unito. 
Il governo diretto si è verificato in Irlanda del Nord dal 1972 al 1998 durante il conflitto nordirlandese (in inglese “The Troubles”) e per periodi più brevi tra allora e il 2007. La politica principale è stata determinata dall’Ufficio per Irlanda del Nord del Governo Britannico, sotto la direzione del Segretario di Stato per l'Irlanda del Nord: La legislazione fu introdotta, modificata e abrogata mediante decreto in Consiglio e le questioni quotidiane venivano gestite dai dipartimenti governativi all'interno della stessa Irlanda del Nord, nonostante quest’ultima continuasse a eleggere membri del parlamento al Parlamento del Regno Unito.

### Altrove
Il dominio coloniale diretto era una forma di colonialismo che implicava l'istituzione di un'autorità straniera centralizzata all'interno di un territorio, gestito da funzionari coloniali. La popolazione nativa poteva essere esclusa da tutto tranne che dal livello più basso del governo coloniale.

## Alternative
Alternativa al Controllo Diretto è sicuramente il governo indiretto, sistema di governo utilizzato da inglesi e francesi per controllare parti dei loro imperi coloniali, in particolare in Africa e in Asia, attraverso strutture di potere locali preesistenti. Queste dipendenze venivano spesso chiamate "protettorati" o "stati di tregua". Con questo sistema, il governo e l'amministrazione quotidiana di aree sia piccole che grandi furono lasciate nelle mani dei governanti tradizionali, che ottennero il prestigio e la stabilità e la protezione offerte dalla Pax Britannica, a costo di perdere il controllo della loro affari esteri, e spesso di tassazione, comunicazioni e altre questioni, di solito con un piccolo numero di "consulenti" europei che supervisionano efficacemente il governo di un gran numero di persone sparse su vaste aree.